# 리스 밀렌
리스 밀렌(Rhys,Millen, 1972년 9월 6일 ~ )은 뉴질랜드의 프로 레이서이다. 파 익스 피크를 질주한 프로 레이서인 로드 밀렌의 아들이며, 리스 밀렌 레이싱 팀 소속이다.

## 경력
리스 밀렌은 1972년 9월 6일에 뉴질랜드에서 아버지인 로드 밀렌의 아들로 태어났다. 아버지 로드 밀렌은 1992년에 파 익스 피크 챔피언쉽에서 현대 스쿠프를 타고 우승을 거머쥔 프로 레이서이며, 삼촌 스티브 밀렌은 IMSA GTS 소속의 레이서로 알려져 있다. 2004년에 D1 그랑프리에서 폰티악 소속으로 데뷔하였으며, 2006년에는 레드 불 레이싱팀으로 이적, 2009년이 되어서야 현대 제네시스 쿠페로 차를 갈아탔다.
현대 제네시스 쿠페로 갈아타기 앞서 2008년 12월 31일에는 세계 최초로 오프로드 트럭을 통해 백 플립 기술을 선보이기도 했다. 2009년에 드리프트 선수권 대회부터 현대자동차의 스폰을 받기 시작했고, 파 익스 피크 챔피언쉽에는 2011년에 정식으로 데뷔했다. 2015년 현재, 리스 밀렌 레이싱 팀에 소속되어있고, 현대 벨로스터로 경주에 출전한다.